# Hotel de France
L'hotel de France è un palazzo storico di Palermo sito nel mandamento tribunali, in piazza Marina.

## Storia
L'edificio, di origine seicentesca, era conosciuto originariamente con il nome di "castello di S. Onofrio", ma nel 1808 venne trasformato dai proprietari come hotel, e acquisito nel 1838 dai Giachery, divenne l'albergo più lussuoso della città, ospitando reali e personaggi come Francesco Crispi, Edmondo De Amicis, Sigmund Freud e Joe Petrosino.
Prima la Prima guerra mondiale, è la proprietà del tedesco Peter Weinen, che era stato dotato di ascensore, illuminazione elettrica in ogni camera e jardin d’hiver.
Nel 1936 l'albergo fu chiuso.
Nel dopoguerra, l'edificio fu acquistato dall'Università di Palermo che lo trasformò in "Casa del goliardo". Il pensionato universitario fu chiuso alla fine degli anni 1970.

Dopo un lungo periodo di degrado e di abbandono, l'edificio è stato restaurato. 
Nel dicembre 2009 è stato riaperto come foresteria per ricercatori stranieri..

## Museo deiPupi
Un'ala ospita il "Museo internazionale delle marionette Antonio Pasqualino", nato nel 1975, con un'importante collezione storica di Pupi siciliani.